# Plegaderus caesus
Plegaderus (Plegaderus) caesus – gatunek chrząszcza z rodziny gnilikowatych i podrodziny Abraeinae.

## Taksonomia
Gatunek opisany został w 1791 roku przez Johanna F.W. Herbsta jako Hister caesus.

## Opis
Ciało długości od 1 do 1,3 mm, ubarwione brunatnie i słabo błyszczące, w obrysie okrągławe. Przedplecze z wałeczkiem bocznym, ciągłym, wrzecionowatym, grubo i gęsto punktowanym; z przodu silnie zwężone, a z tyłu prawie równoległoboczne. Pokrywy wypukłe, silnie ku wierzchołkowi zwężone, pozbawione bruzdki grzbietowej, pokryte dużymi, większymi od odległości między nimi, punktami. Na przedpiersiu wyżłobienia w kształcie litery „X”. Golenie odnóży przednich rozszerzone i opatrzone 5 lub 6 kolcami. Propigidium punktowane słabiej niż przedplecze, a pygidium słabiej niż propigidium.

## Biologia i ekologia
Bytuje pod zbutwiałą korą i w próchnie drzew liściastych, np. wierzby, topoli, buka i dębu.

## Rozprzestrzenienie
W Europie wykazany został z Albanii, Austrii, Białorusi, Belgii, Bośni i Hercegowiny, Bułgarii, Chorwacji, Czech, Danii, europejskiej Turcji, Finlandii, Francji, Grecji, Hiszpanii, Holandii, byłej Jugosławii, Litwy, Luksemburgu, Łotwy, Macedonii Północnej, Mołdawii, Niemiec, Norwegii, Polski, Rumunii, Rosji, Słowacji, Słowenii, Szwecji, Szwajcarii, Ukrainy, Węgier i Włoch. Ponadto znany z Kaukazu.
W Polsce występuje w całym kraju, lecz spotykany jest rzadko.